# Narodi svijeta D
Narodi svijeta D
Daba. Ostali nazivi:
- Lokacija: Kamerun; Adamawa, Nigerija
- Jezik/porijeklo:
- Populacija (2007):
- Kultura.
- Vanjske poveznice:

Dadiya. Ostali nazivi:
- Lokacija: Bauchi, Nigerija
- Jezik/porijeklo:
- Populacija (2007):
- Kultura.
- Vanjske poveznice:

Dajaci. Ostali nazivi:
- Lokacija:
- Jezik/porijeklo: Plemena: Lawangan, Maanyan, Ngaju Dayak,
- Kultura:
- Vanjske poveznice:

Dakarkari. Ostali nazivi: Daka, Dirim
- Lokacija: Niger, Kebbi, Nigerija
- Jezik/porijeklo:
- Populacija (2007):
- Kultura.
- Vanjske poveznice:

Dakka. Ostali nazivi: Daka, Dirim
- Lokacija: Taraba, Nigerija
- Jezik/porijeklo:
- Populacija (2007):
- Kultura:
- Vanjske poveznice:

Danci. Ostali nazivi: Danskere
- Lokacija: Danska (5,076,000), ukupno u 16 zemalja: SAD (1,996,000), Njemačka (52,000), Švedska (44,000), Kanada (37,000), Norveška (19,000), Francuska (12,000), Ujedinjeno Kraljevstvo (10,000)
- Jezik/porijeklo: danski, ima 3 dijalekta: zapadni na Jutlandu, središnji na Sjællandu i istočni na Bornholmu. Germanki narod, porijeklom iz južne Skandinavije. javljaju se prvi puta pod imenom Daner, Dani ili Danes, vjerojatno srodni narodu Suetidi, precima Šveđana.
- Populacija (2007): 7,269,000
- Vanjske poveznice:

Danda. Ostali nazivi: Dandawa
- Lokacija: Kebbi, Nigerija
- Jezik/porijeklo:
- Populacija (2007):
- Kultura.
- Vanjske poveznice:

Dangsa. Ostali nazivi:
- Lokacija: Taraba, Nigerija
- Jezik/porijeklo:
- Populacija (2007):
- Kultura.
- Vanjske poveznice:

Dao. Ostali nazivi:
- Lokacija: Vijetnam
- Jezik/porijeklo:
- Populacija:
- Kultura:
- Vanjske poveznice:

Darginci. Ostali nazivi: Даргинцы (ruski)
- Lokacija:
- Jezik/porijeklo:
- Populacija:
- Kultura:
- Vanjske poveznice:

Dauri. Ostali nazivi: daguri
- Lokacija: provincija Heilongjiang i autonomne regije Xinjiang i Nei Mongol
- Jezik/porijeklo: mongolski, ima 3 dijalekta. Porijeklom su od Kitana.
- Populacija: oko 150,000
- Kultura: ratari, stočari, lovci, ribari; po vjeri šamanisti.
- Vanjske poveznice: Daur of China

Daza. Ostali nazivi: Dere, Derewa
- Lokacija: Bauchi, Nigerija
- Jezik/porijeklo:
- Populacija (2007):
- Kultura.
- Vanjske poveznice:

De'ang →Palaung
Degema. Ostali nazivi:
- Lokacija: Rivers, Nigerija
- Jezik/porijeklo:
- Populacija (2007):
- Kultura.
- Vanjske poveznice:

Delaware. Ostali nazivi: Leni lenape, Lenape
- Lokacija:
- Jezik/porijeklo: delaware, porodica algonkin.
- Populacija (2007):
- Kultura.
- Vanjske poveznice:

Didoici. Ostali nazivi: Didos (engleski), Tsez (vlastito ime), Tsunti (kavkaski nazivi; svi znače 'orao'). Дидойцы (ruski)
- Lokacija: južni Dagestan, Rusija, sela: Kidero, Gudatl, Azilta, Shaitl, Kituri, Asakh, Retlob, Shapikh, Hupri, Sagada, Mitluda i Tsibari.
- Jezik/porijeklo: didojski, sjeveroiastični kavkaski, avarsko-andodidojski narodi. Jezik ima pet dijalekata kidero, shaitl, asakh, shapikh i sagada.
- Populacija (2007): 6,600
- Vanjske poveznice: Didoi of Russia

Déné. Ostali nazivi: Atapasli
- Lokacija: Kanada, SAD,
- Jezik/porijeklo: déné.
- Populacija (2007):
- Kultura.
- Vanjske poveznice:

Deno. Ostali nazivi: Denawa
- Lokacija: Bauchi, Nigerija
- Jezik/porijeklo:
- Populacija (2007):
- Kultura.
- Vanjske poveznice:

Dghwede. Ostali nazivi:
- Lokacija: Bomo, Nigerija
- Jezik/porijeklo:
- Populacija (2007):
- Kultura.
- Vanjske poveznice:

Diba. Ostali nazivi:
- Lokacija: Taraba, Nigerija
- Jezik/porijeklo:
- Populacija (2007):
- Kultura.
- Vanjske poveznice:

Diegueño. Ostali nazivi: Kumeyaay
- Lokacija: Kalifornija
- Jezik/porijeklo: porodica yuma
- Populacija (2007):
- Kultura.
- Vanjske poveznice:

Dobrsko Selo (Dobrljani, crnogorsko pleme izRiječke nahije.
Doemak. Ostali nazivi: Dumuk
- Lokacija: Plateau, Nigerija
- Jezik/porijeklo:
- Populacija (2007):
- Kultura.
- Vanjske poveznice:

Dogrib. Ostali nazivi:
- Lokacija: Kanada.
- Jezik/porijeklo: déné.
- Populacija (2007):
- Kultura.
- Vanjske poveznice:

Dolgani. Ostali nazivi: sebe zovu Dolghan, Dulghan.
- Lokacija: poluotok Tajmir, Dolgano-nenecki Autonomni Okrug, Krasnojarski Kraj
- Jezik/porijeklo: dolganski jezik, dijalekt jakutskog, turski, altajska porodica.
- Populacija (2007): 6900
- Kultura. Šamanizam, patrilinearni, sobogojstvo, krznena odjeća. Žive u šatorima i bave se prodajom krzna polarne lisice.
- Vanjske poveznice: Dolgans

Dravidi. Ostali nazivi:
- Lokacija: Indija
- Jezik/porijeklo: dravidski jezici.
- Populacija (2007):
- Kultura.
- Vanjske poveznice:

Draževina crnogorsko 'pleme' iz Lješanske nahije.
Drobnjaci crnogorsko pleme iz Hercegovine.
Du. Ostali nazivi: Tu, Monguor
- Lokacija: Qinghai, Gansu, Kina
- Jezik/porijeklo: mongolski, altajska porodica, ima 3 dijalekta. Porijeklom od naroda Duguhun.
- Populacija (2007): 46,000
- Kultura:
- Vanjske poveznice: Mongour of China

Duguri. Ostali nazivi:
- Lokacija: Bauchi, Nigerija
- Jezik/porijeklo:
- Populacija (2007):
- Kultura.
- Vanjske poveznice:

Duka. Ostali nazivi: Dukawa
- Lokacija: Kebbi, Nigerija
- Jezik/porijeklo:
- Populacija (2007):
- Kultura.
- Vanjske poveznice:

Duma. Ostali nazivi: Dumawa
- Lokacija: Bauchi, Nigerija
- Jezik/porijeklo:
- Populacija (2007):
- Kultura.
- Vanjske poveznice:

Dumagat. Ostali nazivi:
- Lokacija: Filipini, provincije: Nueva Ecija, Isabela, Nueva Vizcaya, Camarines Sur, Camarines Norte, Rizal i Bulacan
- Jezik/porijeklo: malajsko-polinezijski
- Kultura: lovci (luk i strijela) i ribari. Trgovina [rattan]-palmama.
- Vanjske poveznice: Dumagat  Arhivirana inačica izvorne stranice od 8. siječnja 2008. (Wayback Machine)

Dupilo crnogorsko pleme iz Crmničke nahije.
Dusun. Ostali nazivi:
- Lokacija: Sabah, Malezija.
- Jezik/porijeklo: dusunski, malajsko-polinezijski. Grupa plemena: Kadazan, Minokok, Rungus, Tempasuk   (Tindal), Orang Sungai, Tuaran (Suang Lotud).
- Populacija (2007):
- Kultura.
- Vanjske poveznice:

Daii (NT)
Dainggati (NSW)
Dalabon (NT)
Dalla (QLD)
Dangbon (NT)
Danggali (SA)
Dangu (NT)
Darambal (QLD)
Darkinjang (NSW)
Daruk (NSW)
Diakui (NT)
Dieri (SA)
Djaberadjabera (WA
Djagaraga (QLD)
Djakunda (QLD)
Djalakuru (NT)
Djamindjung (NT)
Djangu (NT)
Djankun (QLD)
Djaru (WA)
Djauan (NT) 
Djaui (WA)
Djerait (NT)
Djerimanga (NT)
Djilamatang (VIC)
Djinang (NT)
Djinba (NT) 
Djiringanj (NSW)
Djiru (QLD)
Djirubal (QLD)
Djiwali (WA)
Djowei (NT)
Djugun (WA)
Duduroa (VIC)
Duulngari (WA)
Duwal (NT)
Duwala (NT)